# ARISE PROJECT
株式會社ARISE PROJECT（日語：株式会社アライズプロジェクト）是一家位於日本東京都澀谷區的演員、聲優經紀公司。成立於2015年。

## 所属演員、聲優

### 男性
- 太田悠介（日语：太田悠介）
- 杉林晟人（日语：杉林晟人）
- 土井正昭
- 富岡泰崇
- 富田涼介
- 中島卓也（日语：中島卓也 (声優)）
- 町本成史
- 吉原康平（日语：吉原康平）

### 女性
- 鐮倉有那
- 久保彌優
- 綱島瑞惠
- 中林新夏
- 二之宮愛子
- 濱中優羽
- 原口祥子（日语：原口祥子）
- 口桃
- 村上真夏
- 米山明日美

## 過往所屬聲優

### 女性
- 小野寺瑠奈（自由職業）

## 外部連結
- 株式會社ARISE PROJECT公式官網（页面存档备份，存于） （日語）